# Tomba di Maimonide

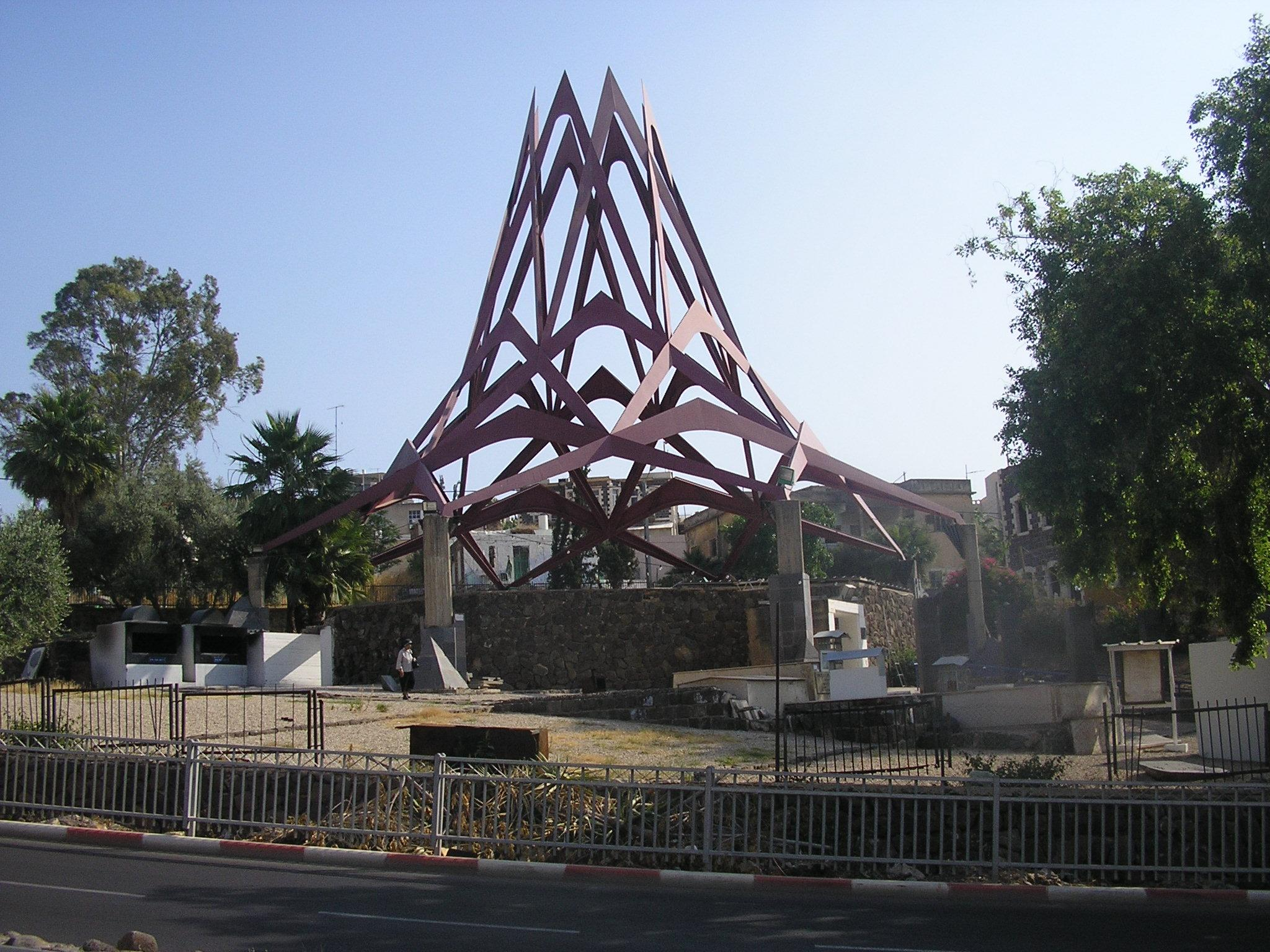
La tomba di Maimonide

Secondo la tradizione ebraica, la tomba di Maimonide (in ebraico קבר הרמב"ם‎? traslit. Kever ha-Rambam) è situata nel centro di Tiberiade, sulla costa occidentale del mar di Galilea, in Israele. Maimonide morì a Fustat, Egitto il 20 dicembre 1204, dove si crede che fu rapidamente sepolto prima di essere reinterrato a Tiberiade. 
La tomba di Maimonide è uno dei più importanti siti ebraici di pellegrinaggio in Israele, e una delle attrazioni turistiche più visitate di Tiberiade. Il luogo della tomba di Maimonide è anche luogo di sepoltura dei rabbini Isaiah Horowitz e Yochanan ben Zakai.

## Leggende
Si narrano molte leggende circa la sepoltura di Maimonide. Secondo la tradizione ebraica, le sue ossa furono poste per una settimana in un piccolo reliquiario dove egli era solito studiare e curare gli estranei. Mentre alcuni credono che le sue ossa non abbiano mai lasciato l'Egitto, altri credono che il luogo permanente della sua sepoltura fu sulla costa occidentale del mar di Galilea, dove ora è sita Tiberiade.
Una di queste leggende narra che una banda di beduini stava per attaccare il corteo funebre mentre marciava nel deserto, ma i guerrieri "abbassarono le teste con vergogna" scoprendo che si trattava dell'uomo che aveva continuamente curato senza compenso le loro famiglie e formarono invece una scorta protettiva della processione, mentre avanzava verso la Palestina.
Un'altra leggenda fu raccontata da Joseph ben Isaac Sambari, redattore ebreo egiziano del XVII secolo che visse probabilmente tra il 1640 ed il 1703. In una delle sue cronache Sambari citò la storia di un gruppo di persone che trasportava il corpo di Maimonide al mare di Galilea per una sepoltura permanente e che per errore dimenticò un dito del piede nella sinagoga degli ebrei tunisini occidentali. In seguito uno dei trasportatori fece un sogno in cui un saggio lo avvisava del dito dimenticato, che allora fu recuperato e seppellito insieme alla salma.

## Tiberiade
Il rabbino Ya'akov Moshe Toledano inizialmente acquistò i terreni intorno alla tomba nel 1920, e come risultato la tomba fu trasferita sotto la proprietà ebraica.
Alla fine del 1955 il Ministro dei Servizi Religiosi di Israele cominciò il lavoro di scavi nel sito della tomba e presto molti altri sepolcri vennero scoperti intorno alla tomba di Maimonide. Gli impiegati del Dipartimento della Società Stradale Nazionale di Israele continuarono a lavorare malgrado la presenza di tombe.
Uno dei più illustri capi della comunità ortodossa d'allora, il rabbino Yitzchok Zev Soloveitchik, fu scandalizzato da ciò che percepiva come una profanazione dell'onore del morto (in ebraico חילול כבוד המת‎?) nel sito. Egli si rivolse agli illustri rabbini della comunità ultraortodossa e al Neturei Karta – il rabbino Amram Blau e il rabbino Aaron Katsenelenbogen – e chiese loro di organizzare manifestazioni e impedire la prosecuzione del lavoro e profanazione del sito. Come risultato, un gran numero di attivisti iniziarono a protestare alla tomba di Maimonide. Infine i protestatari indussero la sospensione dei lavori sul sito temporaneamente.
Dopo un certo lasso di tempo i lavori ripresero, come anche le proteste degli attivisti ultraortodossi. I Neturei Karta misero i loro membri a proteggere fisicamente le tombe durante il giorno, impedendo agli operai e agli archeologi di avvicinarsi ai sepolcri. Successivamente un altro gruppo di attivisti ultraortodossi da Bnei Brak si unì agli altri, con centinaia di persone che venivano a dimostrare per le strade di Tiberiade. I Neturei Karta affermarono inoltre di voler rivolgersi all'Organizzazione delle Nazioni Unite affinché intervenisse nella faccenda. In seguito uno dei trattori che operava sul sito urtò contro la tomba di Isaiah Horowitz, alimentando la rabbia tra i protestatari, che minacciarono di linciare l'autista (che fuggì dal cantiere). Dopo questo incidente i lavori alla tomba di Maimonide furono sospesi ed il sito dichiarato "Patrimonio culturale" inviolabile.